# Virginie Rozière

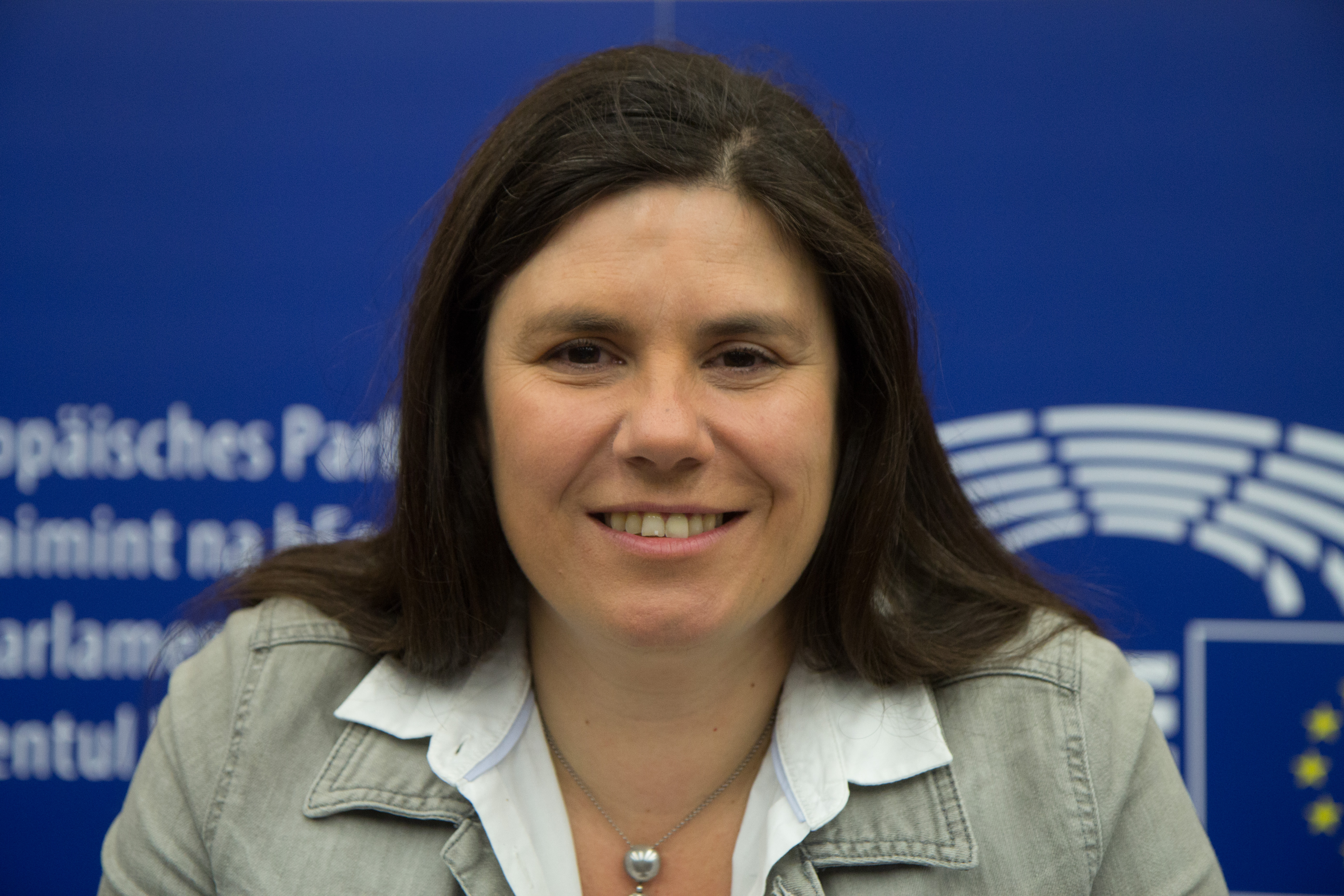
Virginie Rozière, 2018

Virginie Rozière (* 18. Juni 1976 in Montpellier) ist eine französische Politikerin (PRG, dann Les Radicaux de Gauche). Sie war von 2014 bis 2019 Mitglied des Europäischen Parlaments.

## Leben
Nach ihren Ingenieursstudien an der École polytechnique und ENSTA ParisTech (Abschlüsse 2000 bzw. 2002) war Rozière als Projektleiterin beim französischen Verteidigungsministerium tätig, dann beim Wirtschafts- und Finanzministerium. Von 2010 bis 2012 arbeitete sie im Sekretariat des Ausschusses für Binnenmarkt und Verbraucherschutz (IMCO) des Europäischen Parlaments. Danach war sie stellvertretende Stabschefin ihrer Parteikollegin Sylvia Pinel, die von 2012 bis 2014 Ministerin für Handwerk, Handel und Tourismus war. Sie ist Judomeisterin (3. Dan).
Bei der Europawahl 2014 war Rozière Spitzenkandidatin der gemeinsamen Liste ihrer linksliberalen Parti radical de gauche (PRG) und der Parti socialiste (PS) im Wahlkreis Südwest-Frankreich. Diese erhielt 15,7 % der Stimmen und Rozière zog in das Europäische Parlament ein, wo sie in der Fraktion der Progressiven Allianz der Sozialdemokraten (S&D) saß. Sie war Mitglied im Ausschuss für Binnenmarkt und Verbraucherschutz sowie Delegierte für die Beziehungen zu Japan. Zudem war sie neben der Niederländerin Sophie in ’t Veld Ko-Vorsitzende der European Parliament Platform for Secularism in Politics.
Bei der Regionalwahl im Dezember 2015 wurde sie auf der gemeinsamen Liste von PS, PRG und kleineren Mitte-links-Parteien (angeführt von Carole Delga) in den Regionalrat der neu geschaffenen Region Okzitanien (Fusion der Regionen Languedoc-Roussillon und Midi-Pyrénées) gewählt. Im Juni 2016 wurde Rozière zur Präsidentin der regionalen Tourismusausschüsse (Comité Régional du Tourisme, CRT) der beiden Altregionen ernannt, die sie 2017 zum CRT Okzitanien vereinte.
Die Fusion ihrer Partei PRG mit der Parti radical valoisien zum Mouvement radical lehnte Rozière ab. Stattdessen gründete sie im Dezember 2017 die Splitterpartei Les Radicaux de Gauche (LRDG), die sie gemeinsam mit dem ehemaligen Parlamentsabgeordneten Stéphane Saint-André führt. Im Vorfeld der Europawahl 2019 ging ihre Partei zunächst eine Listenverbindung mit PS und der neuen Partei Place publique von Raphaël Glucksmann ein. Diese räumten ihr allerdings nur den aussichtslosen 10. Listenplatz ein, weshalb sie die Vereinbarung wieder aufkündigte. Mit Ende der Legislaturperiode im Juni 2019 schied sie aus dem Europäischen Parlament aus.